# 4785 Petrov
4785 Petrov è un asteroide della fascia principale. Scoperto nel 1984, presenta un'orbita caratterizzata da un semiasse maggiore pari a 2,6639420 UA e da un'eccentricità di 0,0632262, inclinata di 2,68340° rispetto all'eclittica.